# Asnæsværket
Asnæsværket på Asnæs ved Kalundborg er et af Danmarks 15 centrale kraftvarmeværker. Det var engang Ørsteds største kraftværk, der samlet kunne levere 1.057 MW el og op til 741 MW varme. I dag består det af den træflis-fyrede blok 6, der leverer el og varme til Kalundborgområdet, samt procesdamp til en række store industrivirksomheder.

## Værket i dag
Asnæsværket består i dag af blok 6, som blev indviet i 2020 og som fyrer med træflis som hovedbrændsel. Blok 6 leverer fjernvarme svarende til omkring 37.000 husstandes forbrug i Kalundborgområdet og kan levere op til 25MW el. Herudover leverer Asnæsværket op til 129 MW procesdamp til omkringliggende industrivirksomheder, herunder Novo Nordisk insulinfabrik.

## Historie
Det første produktionsanlæg, Asnæs 1, blev sat i drift i 1959, og i 1981 blev Asnæs 5, der er den største kraftværksblok nogensinde i Danmark, på 640 MW, sat i drift.
Kraftværket brugte oprindeligt kul som hovedbrændsel, men den store blok 5 kunne også køre på Orimulsion. Blok 5 blev taget ud af drift i foråret 2010, men blev kortvarigt sat i drift igen den følgende vinter som følge af koldt vejr og lav vandstand i de nordiske vandmagasiner.
Ultimo 2016 godkendte Kalundborg Kommunalbestyrelse lokalplan nr. 564 som tillod en biomassefyret kraftværksblok på Asnæsværket. Denne blev sat i drift i 2020, og er nu den eneste aktive blok på værket. 
Den endelige investerings-beslutning om en biomasse-fyret blok tog Ørsted i juni 2017. Damp-turbinen til det nye anlæg blev installeret i november 2018. 
Asnæsværket indgår i et miljøsamarbejde – industriel symbiose – i Kalundborg og ud over strøm producerer Asnæsværket fjernvarme til Kalundborg Kommune og procesdamp til nabovirksomhederne Kalundborg Refinery, Novo Nordisk og Novonesis. 